# طحالب يوغلينية
الطحالب الحنديرية أو اليوغلينية أو الطحالب البؤبؤية قسم من أقسام الطحالب يمتلك أفرادها سوطا أو أكثر ومن امثلتها الحنديرة وهي تحتوي على بلاستيدات خضراء مما يجعلها ذاتية التغذية ونواة ونوية للتحكم بالعمليات الحيوية وسوط للحركة وحبيبات نشا وجسم لتخزين النشا.